# Juraj Antun Knežević
Juraj Antun Knežević od Svete Jelene (njem.: Georg Anton Knesevich de Szent-Helena (oko 1733. – 27. svibnja 1805.), član plemićke obitelji Kneževića, general bojnik vojske Habsburške Monarhije od 1801. godine.
Sin je Martina, generala habsburške vojske i Uršule r. Vukasović. 
Imao je braću: 
- Antuna (*1737.; †1809.), potpukovnika,
- Ivana (*1743; †1809), general-bojnika,
- Petra (*1746.; †1814.), general-bojnika,
- Lavoslava (*?; †1788/89), satnika,
- Vinka (*1755.; †1832.), podmaršala i počasnog generala konjaništva.